# Universitatea din Zürich
Universitatea din Zürich (UZH, în germană Universität Zürich), situată în orașul Zürich, este cea mai mare universitate din Elveția, cu peste 25.000 de studenți. Ea a fost fondată în anul 1833 din colegiile deja existente de teologie, drept și medicină și din noua facultate de filosofie.
În prezent, universitatea are șapte facultăți: Filosofie, Medicină Umană, Științe Economice, Drept, Matematică și Științe Naturale, Inginerie, Informatică și Robotică, Teologie și Medicină Veterinară. Universitatea oferă cea mai largă gamă de cursuri și de subiecte decât orice altă instituție elvețiană de învățământ superior. În octombrie 2018 un număr de 23 laureați ai premiului Nobel și 1 câștigător al Premiului Turing erau afiliați cu Universitatea din Zürich ca absolvenți, profesori sau cercetători.

## Istoric
Universitatea din Zürich a fost fondată pe 29 aprilie 1833, atunci când colegiile deja existente de teologie, Carolinum, fondat de Huldrych Zwingli în 1525, de drept și de medicină au fuzionat cu o nouă facultate de filosofie. A fost prima universitate din Europa care a fost fondată de stat și nu de un monarh sau de biserică.
În primii ani de existență ai universității numirea în 1839 a teologului german David Friedrich Strauss ca șef al catedrei de teologie a provocat o controversă majoră, deoarece Strauss susținea că minunile creștine din Noul Testament erau repovestiri sub o formă mitică a unor evenimente normale ca întâmplări supranaturale. În cele din urmă, autoritățile i-au oferit lui Strauss o pensie înainte ca el să aibă șansa să-și preia atribuțiile.
Universitatea a permis femeilor să participe la prelegerile de filosofie din 1847 și a primit prima femeie la studiile de doctorat în 1866. Facultatea de Medicină Veterinară a fost înființată în 1901, fiind -a doua cea mai veche astfel de facultate din lume. În 1914 universitatea s-a mutat în noul sediu proiectat de arhitectul Karl Moser pe Rämistrasse 71.

## Campus
Spațiile universității sunt împrăștiate pe toată suprafața orașului Zürich. Studenții și profesorii pot folosi mai multe biblioteci, inclusiv biblioteca ETH și Biblioteca Centrală din Zürich, cu peste 5 milioane de volume. În 1962 Facultatea de Științe a propus înființarea campusului Irchelpark în zona Strickhofareal. Prima etapă de construcție a clădirilor universitare a început în 1973, iar campusul a fost inaugurat în 1979. Cea de-a doua etapă de construcție a durat din 1978 până în 1983. Campusul adăpostește, de asemenea, muzeul de antropologie Anthropologisches Museum și arhivele cantonale Staatsarchiv Zürich.

### Muzeul
În cadrul universității funcționează un institut și un muzeu de istorie a medicinii.

## Situația academică

### Facultăți

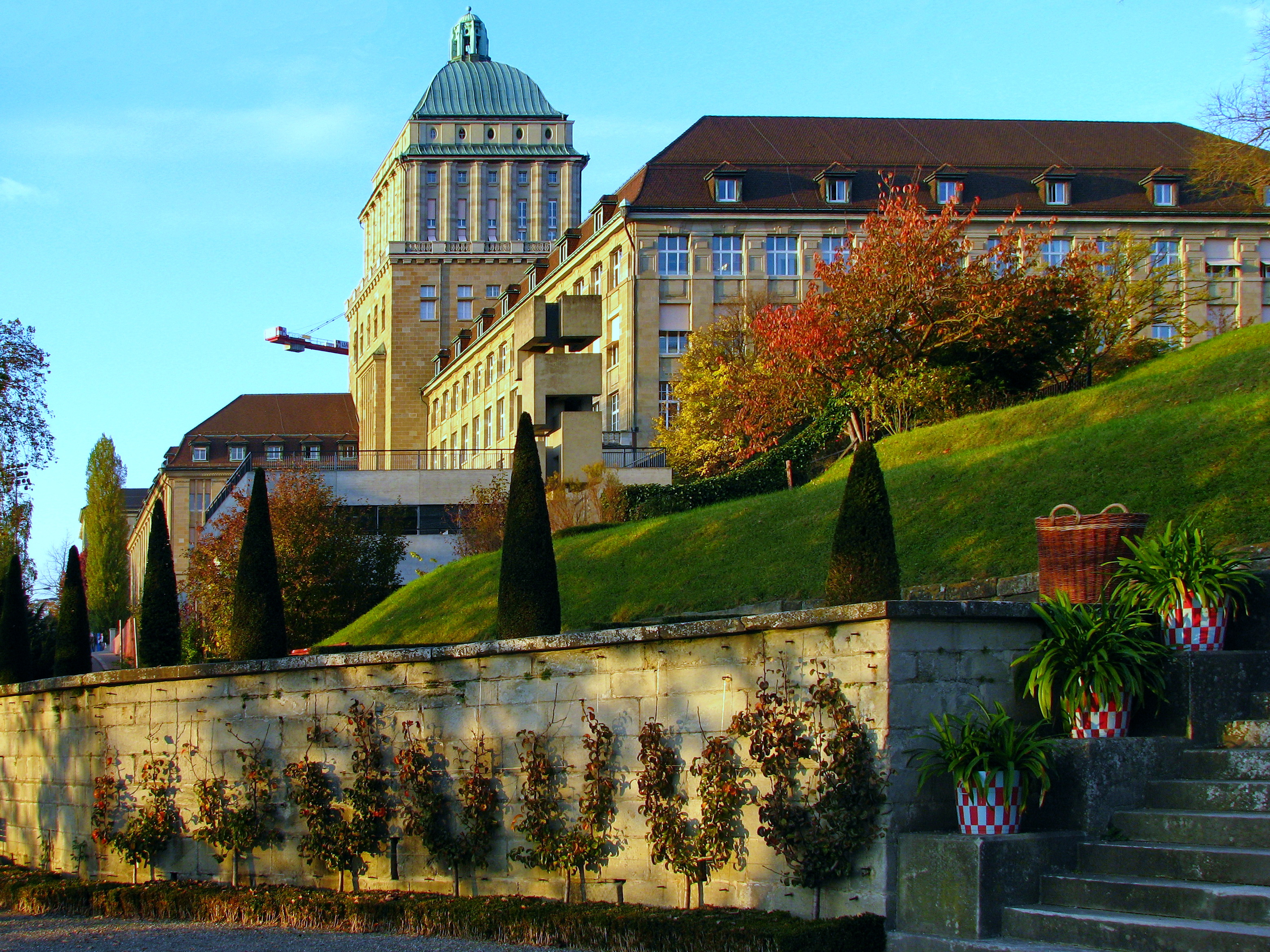
Clădirea principală proiectată de Karl Moser, văzută dinspre sud

Universitatea din Zürich este clasată în primele zece universități din Europa și în primele cincizeci de universități din întreaga lume. Mai ales în domeniile bioștiinței și finanțelor există o strânsă colaborare între Universitatea din Zürich și ETH (Institutul Federal pentru Tehnologie, aflat vizavi). Facultatea lor de Medicină Chiropractică are o durată de studii de șase ani.

### Clasament
- Shanghai Jiao Tong University Ranking[21] (cu un accent puternic pe rezultatele cercetării – menționări în revistele științifice, premii Nobel etc.)

locul 54 la nivel global și locul 15 în Europa.
- THES – QS World University Rankings[22] (cu un accent mare pe peer review)

locul 61 la nivel global și locul 14 în Europa.
- QS World University Rankings 2014[23]

locul 57 la nivel global.
- Professional Ranking of World Universities[24] (pe baza numărului de absolvenți care dețin funcția de director (CEO) în cadrul celor mai mari 500 de companii din întreaga lume.)

locul 32 la nivel global și locul 10 în Europa.
- University Ranking by Academic Performance (URAP) 2010[25]

locul 52 la nivel global și locul 1 în Elveția.
Departamentul de Economie al universității este foarte apreciat și a fost clasat în 2017 de ziarul financiar Handelsblatt pe primul loc în spațiul vorbitor de limbă germană. În 2009 Facultatea de Administrarea Afacerilor a fost clasată pe locul 3 în spațiul vorbitor de limba germană.

### Politica lingvistică

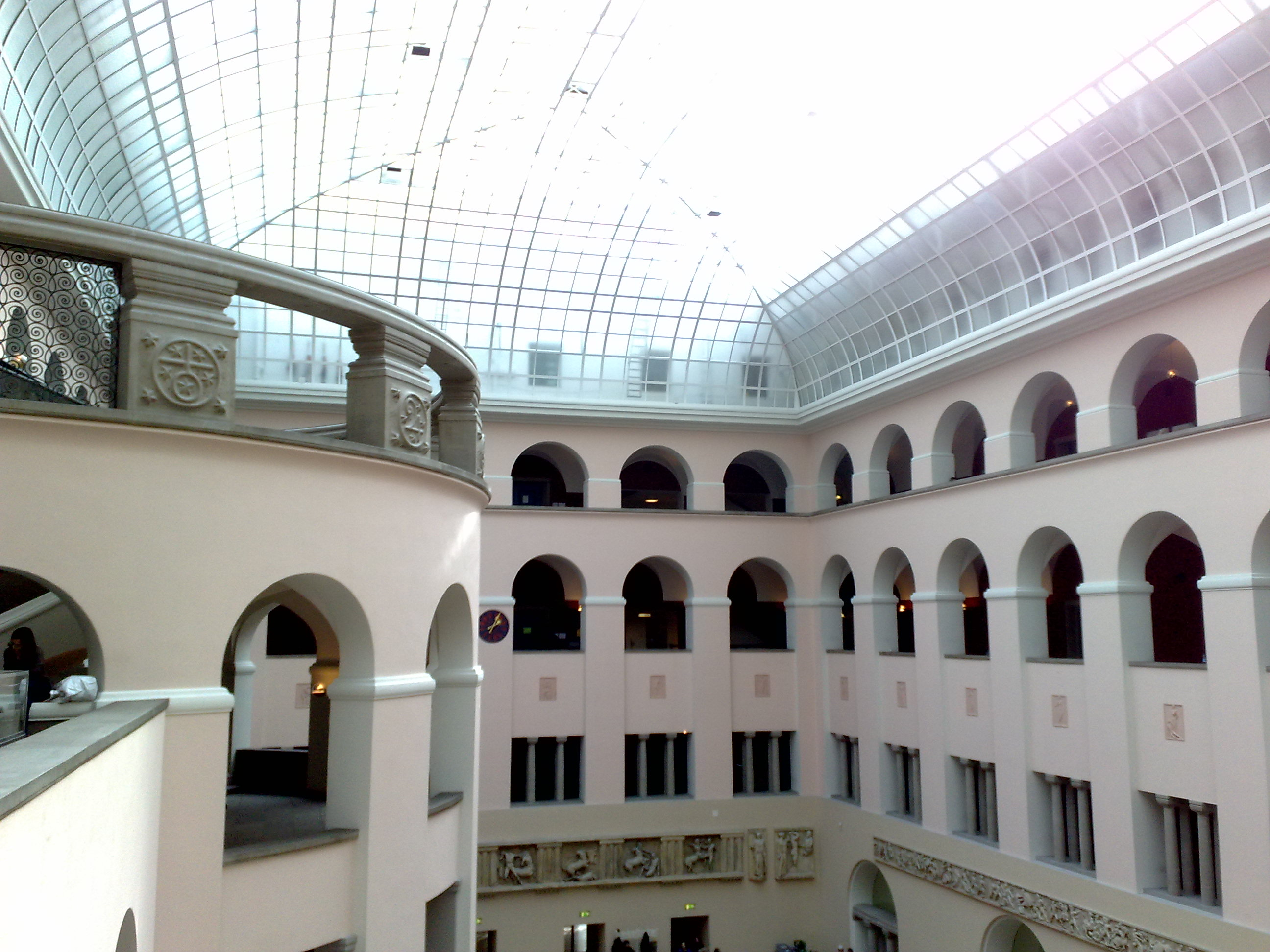
Holul central

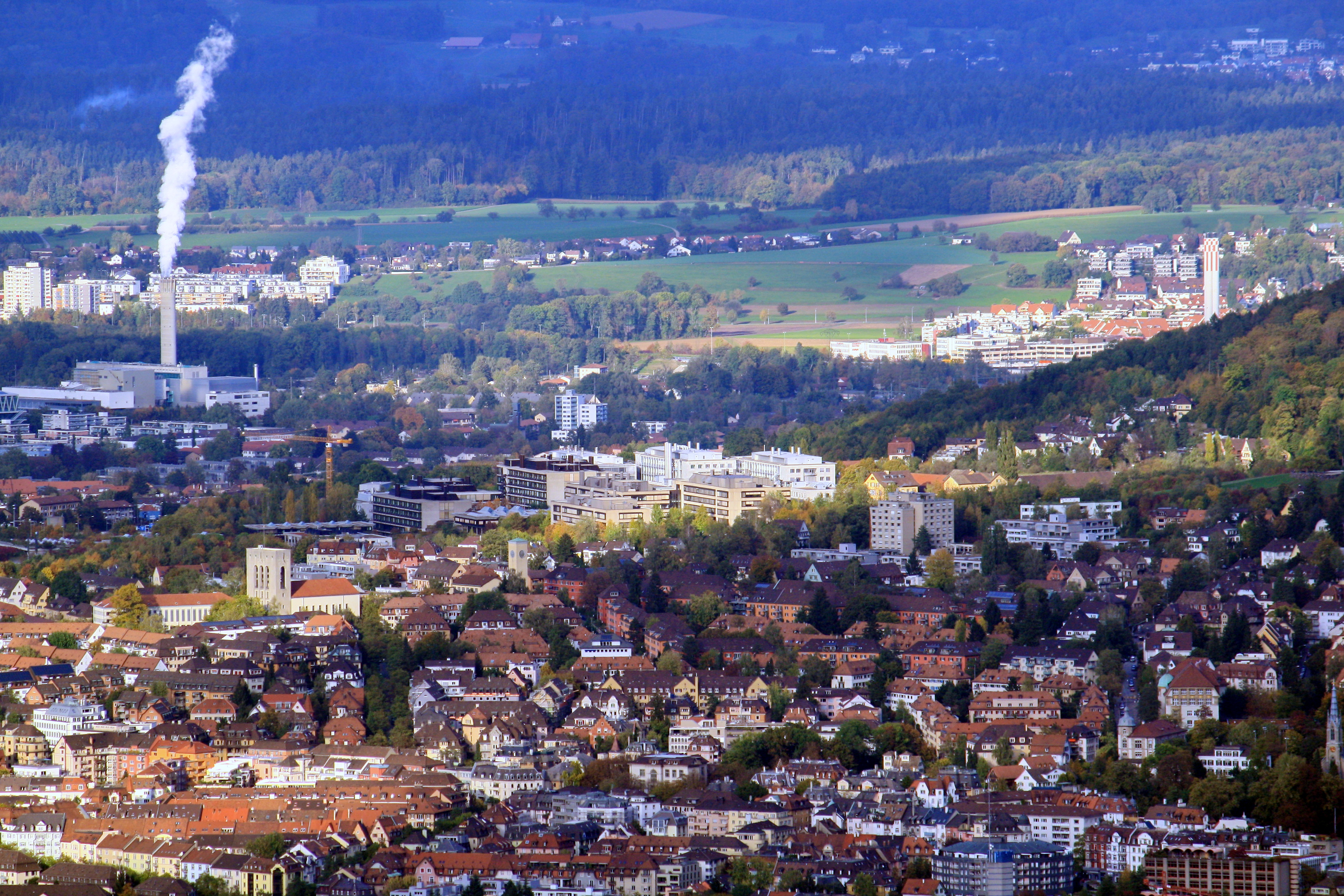
Campusul Irchel, un grup de clădiri mai noi și mai îndepărtate ale Universității din Zürich

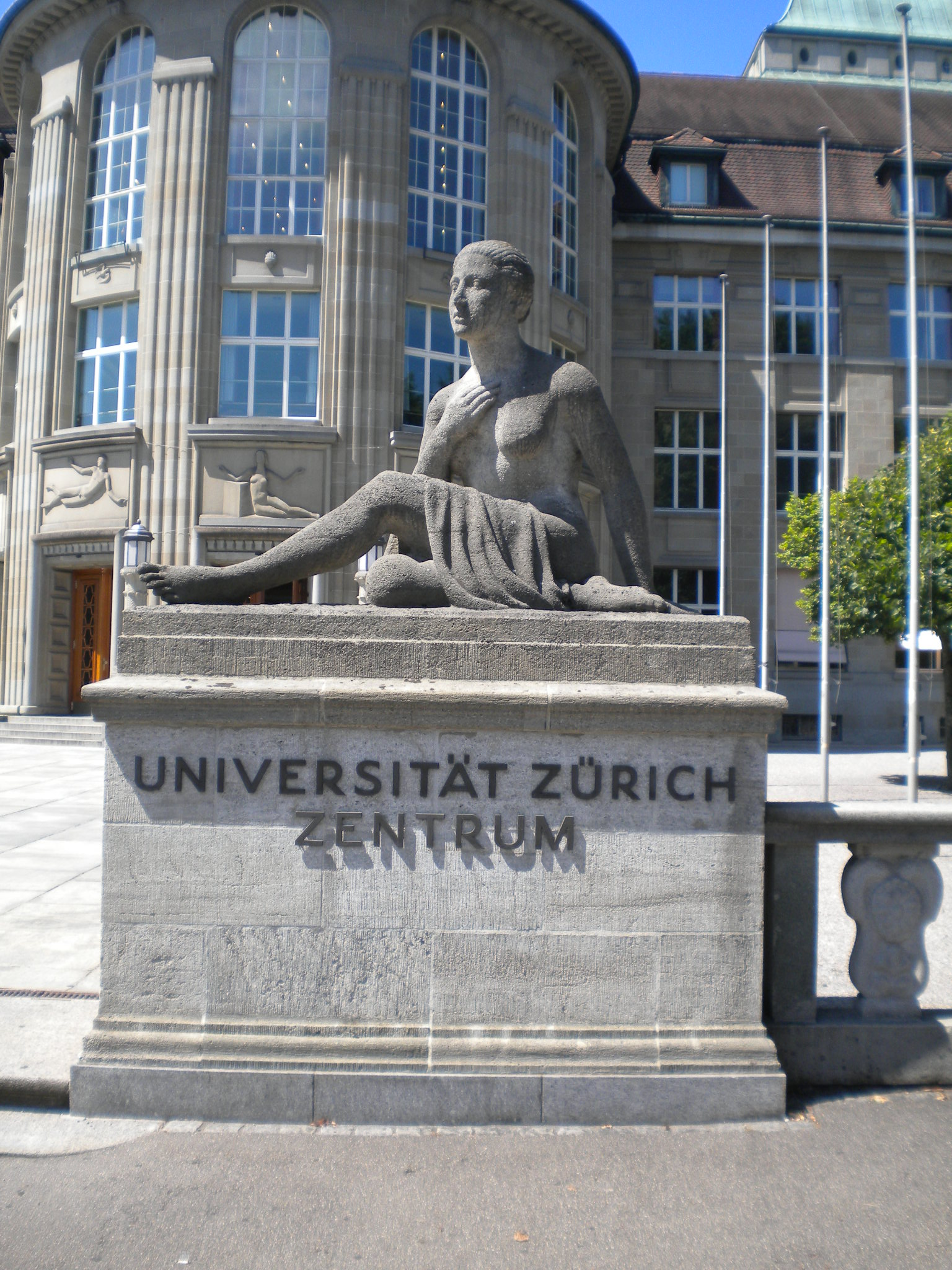
Statuia de la intrare

Cursurile pentru licență sunt predate în germana elvețiană standard („Hochdeutsch”), dar utilizarea limbii engleze crește ca importanță în cadrul mai multor facultăți. Singurul program de studii realizat în întregime în limba engleză este programul de limba și literatura engleză. Toate cursurile de masterat la Facultatea de Științe sunt predate în limba engleză. Cursurile de masterat în economie și finanțe sunt ținute în principal în limba engleză, în timp ce programul de master în finanțe cantitative este ținut în întregime în limba engleză.

### Persoane notabile asociate universității
- Rolf Pfeifer – Laboratorul de Inteligență Artificială, IFI
- Albert Hofmann - chimie farmaceutică
- Albert Einstein - fizică și filosofie

## Viața studențească
Organizația universitară Academic Sports Association (ASVZ) oferă o gamă largă de facilități sportive pentru studenții universității.

## Studenți și profesori notabili

### Științe politice, drept și științe sociale
- Johannes Baumann, președinte al Confederației Elvețiene
- Johann Jakob Blumer, istoric și politician elvețian
- Ernst Brugger, președinte al Confederației Elvețiene
- Emil Brunner, profesor de teologie sistematică și practică
- Carl Jacob Burckhardt, diplomat și istoric elvețian
- Felix Calonder, președinte al Confederației Elvețiene
- Ignazio Cassis, membru în Consiliul Federal Elvețian
- Adolf Deucher, președinte al Confederației Elvețiene
- Alphons Egli, președinte al Confederației Elvețiene
- Philipp Etter, președinte al Confederației Elvețiene
- Sigi Feigel (1921-2004), procuror, președinte al Israelitische Cultusgemeinde Zürich (ICZ), renumit pentru campaniile sale împotriva antisemitismului și rasismului
- Ludwig Forrer, președinte al Confederației Elvețiene
- Kurt Furgler, președinte al Confederației Elvețiene
- Jonas Furrer, președinte al Confederației Elvețiene
- Athol Gill, teolog austriac
- Balthasar Glättli, politician al Grüne Partei der Schweiz
- Bernhard Hammer, președinte al Confederației Elvețiene
- Robert Haab, președinte al Confederației Elvețiene
- Heinrich Häberlin, președinte al Confederației Elvețiene
- Joachim Heer, președinte al Confederației Elvețiene
- Arthur Hoffmann, președinte al Confederației Elvețiene
- Fritz Honegger, președinte al Confederației Elvețiene
- Eugen Huber, jurist elvețian, care a elaborat Codul Civil Elvețian
- Max Huber, avocat și diplomat elvețian
- Daniel Jositsch, profesor de drept și politician al SP
- Jakob Kellenberger, diplomat elvețian și președinte al International Committee of the Red Cross
- Stephan Klapproth, jurnalist și prezentator de televiziune elvețian
- Elisabeth Kopp, politician elvețian și prima femeie aleasă în Consiliul Federal Elvețian
- Ursula Koch (n. 1941), politician elvețian
- Moritz Leuenberger, președinte al Confederației Elvețiene
- Doris Leuthard, președinte al Confederației Elvețiene
- Rosa Luxemburg, filozoafă, economistă, teoreticiană marxistă și activistă de origine iudeo-poloneză
- Min Li Marti, editor și politician elvețian
- Albert Meyer, președinte al Confederației Elvețiene
- Max Petitpierre, președinte al Confederației Elvețiene
- Adeline Rittershaus (1876–1924), filoloagă, cercetătoare a literaturii scandinave vechi și activistă pentru egalitatea femeilor
- Carl Victor Ryssel, teolog
- Roger Sablonier (1941-2010), istoric și scriitor elvețian (profesor, Emeritierter Ordinarius für Geschichte des Mittelalters)
- Leon Schlumpf, președinte al Confederației Elvețiene
- Ernst Sieber (n. 1927), pastor, lucrător social, scriitor și fost politician EVP
- Cornelio Sommaruga, avocat, diplomat și umanitarist elvețian
- Willy Spühler, președinte al Confederației Elvețiene
- Walther Stampfli, președinte al Confederației Elvețiene
- Hashim Thaçi, prim-ministru al Republicii Kosovo
- Wangpo Tethong (n. 1963), activist tibetano-elvețian, scriitor, purtător de cuvânt al Greenpeace Switzerland și membru al celui de-al 15-lea Parlament Tibetan în exil
- Daniel Thürer, jurist elvețian
- Klaus Tschütscher, fost prim-ministru al Liechtensteinului
- Ernst Wetter, președinte al Confederației Elvețiene
- Sigmund Widmer (1919-2003), politician elvețian
- Dölf Wild (n. 1954), istoric și arheolog elvețian

### Economie, afaceri și management
- Stephan Schmidheiny, om de afaceri și miliardar elvețian
- Christoph Blocher, politician elvețian, industriaș și fost membru în Consiliul Federal Elvețian
- Martin Ebner (n. 1945), om de afaceri și miliardar elvețian
- Walter Haefner, om de afaceri și proprietarul calului de curse Thoroughbred din Irlanda
- Peter Kurer, avocat și manager elvețian
- Markus U. Diethelm, om de afaceri elvețian și membru al Consiliului de Administrație al UBS AG
- Marc Faber, antreprenor și analist de investiții
- Marcel Rohner (bancher), om de afaceri elvețian (UBS AG)
- Karl Brunner, economist elvețian
- Bruno Frey, economist elvețian
- Raynold Kaufgetz, economist elvețian
- Adriano B. Lucatelli, om de afaceri și manager elvețian
- Dominique Rinderknecht, fotomodel elvețian, aleasă Miss Switzerland 2013
- Alan Frei, om de afaceri elvețian

### Științe
- Wilhelm Röntgen, fizician și inginer, care a descoperit razele X
- Alfred Kleiner, fizician experimentalist
- Albert Einstein, fizician teoretician care a susținut teza de doctorat la Universitatea din Zürich în 1905 și a fost numit profesor asociat al universității în 1909
- Albert Hofmann, om de știință elvețian, care a descoperit LSD-25
- Peter Debye, fizician și chimist olandez
- Erwin Schrödinger, fizician elvețian care a fost profesor din 1921 până în 1927
- Max Holzmann, cardiolog elvețian
- Jean Lindenmann (1924–2015), imunolog și virusolog elvețian, a descoperit interferonul
- Heidi Wunderli-Allenspach (n. 1947), bioloagă elvețiană, prima femeie rector al ETH Zürich
- Hugo Iltis, biolog, biograf al lui Gregor Mendel
- Natalie Grams, fiziciană elvețiană, scriitoare și specialistă în comunicare științifică
- Artur Avila, profesor la Institut für Mathematik, distins cu Medalia Fields

### Laureați ai Premiului Nobel
Doisprezece laureați ai Premiului Nobel, în primul rând în fizică și chimie, au avut legături cu această universitate.

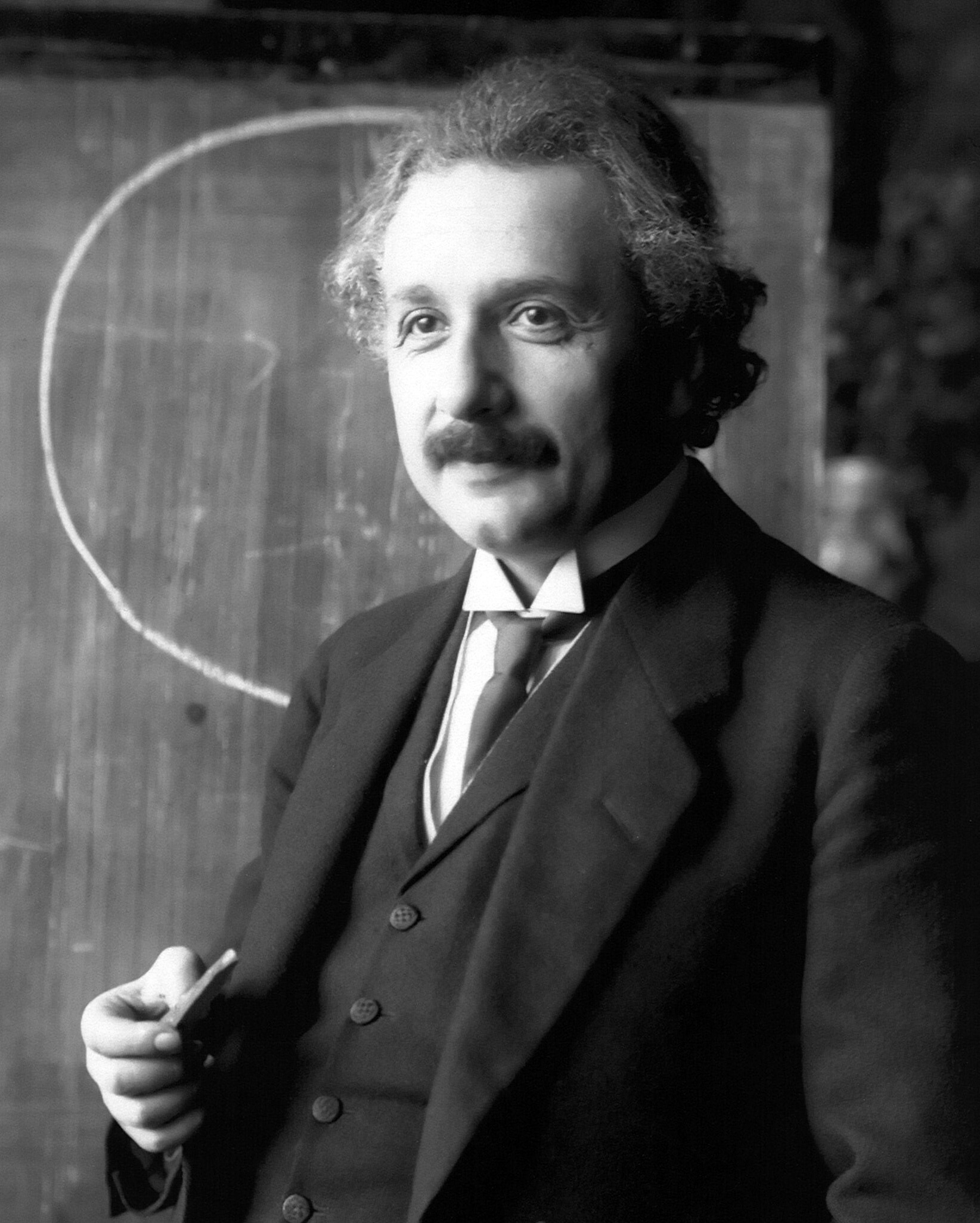
Albert Einstein

| An   | Domeniu    | Laureat                |
| ---- | ---------- | ---------------------- |
| 1901 | Fizică     | Wilhelm Conrad Röntgen |
| 1902 | Literatură | Theodor Mommsen        |
| 1913 | Chimie     | Alfred Werner          |
| 1914 | Fizică     | Max von Laue           |
| 1921 | Fizică     | Albert Einstein        |
| 1933 | Fizică     | Erwin Schrödinger      |
| 1936 | Chimie     | Peter Debye            |
| 1937 | Chimie     | Paul Karrer            |
| 1939 | Chimie     | Lavoslav Ružička       |
| 1949 | Medicină   | Walter Rudolf Hess     |
| 1987 | Fizică     | Karl Alex Müller       |
| 1996 | Medicină   | Rolf M. Zinkernagel    |

## Instituții asociate
- Corpus Córporum, bibliotecă digitală creată și întreținută  de Institutul de Filologie Latină și Greacă al universității.
- Swiss National Supercomputing Centre

## Legături externe
- Union of students' associations of the University of Zurich Arhivat în 10 aprilie 2008, la Wayback Machine.
- The Ranking Forum of Swiss Universities